# Islandiana muma
Espèce
Islandiana muma est une espèce d'araignées aranéomorphes de la famille des Linyphiidae.

## Distribution
Cette espèce est endémique des États-Unis. Elle se rencontre dans des grottes des Appalaches en Virginie dans la Buck Hill Cave et en Alabama dans la Wolf Den Cave.

## Description
Le mâle holotype mesure 1,4 mm et la femelle paratype 1,5 mm.
Cette espèce aveugle a des yeux très réduits.

## Étymologie
Cette espèce est nommée en l'honneur de Martin Hammond Muma.

## Publication originale
- Ivie, 1965 : The spiders of the genus Islandiana (Linyphiidae, Erigoninae). American Museum Novitates, no 2221, p. 1-25 (texte intégral).